# Lokální nakupování
Lokální nakupování je moderní trend nakupování potravin, produktů a výrobků přímo od prvovýrobců. Zákazníci tak nenakupují zboží v supermarketech nebo jiných běžných obchodech, ale přímo od rolníků, pěstitelů a chovatelů, a to přímo na statcích nebo ve většině nákupů na farmářských trzích.

## Aspekty
Tento způsob nakupování je ekologický, šetrný k přírodě a podporuje lokální ekonomiku. Opakem je alokace výrobních prostředků a aktiv v rámci globalizace, kdy části jednoho výrobku mohou pocházet z různých zemí vzdálených od sebe i tisíce kilometrů; cílem je minimalizace nákladů (mezi ně se dají počítat i legislativní omezení platící v různých zemích různě). Nezřídka je průvodním jevem exploatace dělníků z rozvojových zemí, dětská práce, práce za nedostatečnou (nedůstojnou) mzdu a často v podmínkách porušujících normy; a v místě odbytiště záplava levného zboží, kterému cílová destinace nemohla cenově konkurovat a zanikali tak místní obchodníci a výrobci.[zdroj?] Doprava je ale jen okrajovou složkou celkových emisí při produkci.
Druhým aspektem je levná energie, zejména relativně nízké náklady na pohonné hmoty (jmenovitě ropu). Výrobky (a jejich části) tak mohou být převáženy tisíce kilometrů, přestože by se daly vyrobit v místě odbytiště (byť dráž). V budoucnosti[zdroj?] toto nemusí být splněno (podle teorie ropného zlomu).
Převážná většina států je schopna zajistit potravu z domácí produkce.

## Lokální nakupování v Česku
V Česku je mnoho rolníků, kteří prodávají své produkty přímo. Např. v roce 2023 bylo registrováno téměř 800 prodejců syrového mléka ze dvora.
Zároveň také vznikají ve větších městech tržiště, kde se organizují pravidelně „farmářské trhy“. Na farmářských trzích ale může prodávat farmářem pověřený prodejce, podíl potravin regionálního původu je alespoň 50 %, podíl dovezeného potravinářského zboží může být až 10 %. Jedná se tedy o převážně, nikoliv výhradně lokální nakupování.